# Admontia degeerioides
Admontia degeerioides là một loài ruồi trong họ Tachinidae.